# TESTRUCTURE
TESTRUCTURE（テストラクチャー）は株式会社ベリサーブが開発・提供するソフトウェアテスト分析/設計支援ツール・テスト設計専用エディタ・ソフトウェアである。

## 概要
TESTRUCTUREは、テスト設計プロセスの可視化、テスト対象・テスト観点の整理・構造化、仕様書の変更箇所と、それに伴い影響を受けるテスト設計項目を抽出し、テスト設計担当者や経験者に頼らざるを得ない状況下で陥りやすい属人化による問題や、想定外の仕様変更等で生じる問題を抑止する機能を持つテスト設計専用のエディタ・ソフトウェアである。
主な機能としては、Microsoft WordやMicrosoft Excelで作成された開発仕様書、取り扱い説明書を、ドキュメント情報として取り込み可能で、取り込んだドキュメントに対してタグ付け機能、テスト対象の機能とテスト観点を階層的に構造化するためのテンプレート機能、テスト対象の機能に対しテスト観点を対応させることで、テスト項目を自動作成し、テスト項目に対する文字列も自動生成する機能、All-Pairs法（Pariwise法）による組み合わせ数の抑制しテストケースを自動生成する機能、仕様書の変更箇所の新旧の差分を比較し、テスト項目やテストケースの該当項目を紐付けし、変更箇所と影響を自動的に抽出するトレーザビリティレポート機能などがある。

## 動作環境
- OS：Windows 8.1 Pro Windows 10 Pro
- Java: Java 1.8.0_73（32bit）
- ブラウザ：Internet Explorer 11
- メモリ(Random Access Memory)：2.00GB以上 (推奨：8.00GB以上)
- FreeとProの2ライセンス

## 特徴
- テストベースへのタグ付け機能
- 設計テンプレート機能
- テスト項目の自動作成機能
- テストケース自動生成機能
- トレーザビリティレポート機能